# Landfrieden

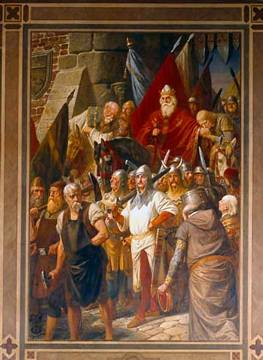
Enrico IV di Franconia proclama la Landfrieden del 1103 a Magonza. Dipinto storico di Hermann Wislicenus (ca. 1880)

Un Landfrieden (lett.: pace della terra), nell'ordinamento giuridico medievale, era un accordo che sanciva la rinuncia, da parte del signore di un territorio, all'esercizio dell'uso della forza per affermare i propri diritti: ciò andava ad intaccare in primo luogo il diritto a condurre faide (le cosiddette fehde).
Avendo natura contrattuale, un Landfrieden aveva durata e ambito territoriale limitato.

## Storia
I Landfrieden nacquero nell'XI secolo, come sviluppo delle tregue di Dio. Il primo Reichslandfrieden, traducibile in italiano in "Landfrieden" imperiale risale al 1103, su iniziativa di Enrico IV. Nel 1152 Federico Barbarossa promulgò il "grande Reichslandfrieden", che si applicava a tutti i territori imperiali. I Reichslandfrienden più significativi sono il Landfrieden di Magonza del 1235 promulgato da Federico II e l'Ewiger Reichslandfrieden, traducibile in italiano in "Reichslandfrieden" perpetuo, promulgato nella dieta di Worms del 1495. Ambedue sono più vicini ad un atto legislativo che a un accordo tra parti. Il Landfrieden di Federico II venne pubblicato, per la prima volta, in due lingue, tedesco e latino. Esso divenne parte della costituzione dell'impero, e trovò il suo sbocco nel Landfrieden del 1495, con il quale la rinuncia perpetua all'uso della forza entrò a far parte della costituzione del Sacro Romano Impero.

## Caratteristiche e contenuto
Gli accordi che sancivano i Landfrieden erano la base su cui realizzare l'affermazione del diritto senza il ricorso alla violenza privata. Spesso contenevano norme sulla giurisdizione, e, in questo modo, rendevano possibile il venir meno delle liti tramite decisioni basate su regole comunemente accettate. Le violazioni di questa sorte di "pace pubblica" venivano punite penalmente. In questo modo veniva creata una tutela per edifici (chiese, abitazioni, mulini, ponti, strade), e persone (clerici, pellegrini, mercanti, donne, ma anche contadini, cacciatori e pescatori nell'esercizio della loro professione). Tramite i Landfrieden nacque un diritto (distinto per ciascun ordine), ed una specifica giurisdizione (i Landfriendengeriche, traducibile in italiano in "tribunali del Landfrieden"). 